# Beauvoisin (Gard)
 Beauvoisin  es una población y comuna francesa, situada en la región de Languedoc-Rosellón, departamento de Gard, en el distrito de Nimes y cantón de Vauvert.

## Demografía
| 1553 | 1580 | 1502 | 1901 | 2706 | 3133 |
| Para los censos de 1962 a 1999 la población legal corresponde a la población sin duplicidades (Fuente: INSEE [Consultar]) |      |      |      |      |      |